# Paepalanthus albiceps
Paepalanthus albiceps är en gräsväxtart som beskrevs av Silveira. Paepalanthus albiceps ingår i släktet Paepalanthus och familjen Eriocaulaceae. Inga underarter finns listade i Catalogue of Life.